# 淩寀
淩寀（1439年—？），字熙載，浙江紹興府山陰縣人，民籍，明朝政治人物。進士出身。

## 生平
早年出身國子生，成化七年（1471年）辛卯科浙江鄉試第四十八名。成化十一年（1475年）乙未科會試第二百三十名，殿試登進士第三甲第五十五名。后任清流县知縣，历官監察御史。

## 家族
曾祖父淩雲，曾任員外郎。祖父淩聞吉。父亲淩伯能。